# PSA ES/L
PSA ES/L — V-образный 6-цилиндровый бензиновый двигатель внутреннего сгорания, выпускавшийся компаниями Renault и PSA Group с 1997 по 2010 год. Впервые был представлен на Peugeot 406.

## ES9/L7X

### Устанавливался на
- Citroën XM
- Citroën Xantia
- Citroën C5
- Citroën C8
- Citroën C6
- Peugeot 406
- Peugeot 408
- Peugeot 605
- Peugeot 607
- Renault Laguna
- Renault Espace
- Renault Avantime
- Renault Safrane
- Renault Clio V6[4][5]

## Технические характеристики
| Модель       | Мощность            |
| ------------ | ------------------- |
| ES9 J4 / L7X | 140 кВт (190 л. с.) |
| ES9 J4S      | 152 кВт (207 л. с.) |
| ES9 A        | 155 кВт (211 л. с.) |